# Ланотте, Лука
Лука Ланотте (итал. Luca LaNotte; род. 30 июля 1985 года, Милан, Ломбардия, Италия) — итальянский фигурист выступающий в танцах на льду с Анной Каппеллини. Они чемпионы мира 2014 года, чемпионы Европы 2014 года, вице-чемпионы Европы 2015—2017 годов, бронзовые призёры Чемпионата Европы по фигурному катанию 2013 года, бронзовые призёры юниорского финала Гран-при 2006 года и многократные чемпионы Италии (2012—2018 годов). Выступают вместе с 2005 года. Пара является также чемпионом зимней Универсиады 2007 года.

## Личная жизнь
В июле 2019 года Ланотте женился на британско-французской танцовщице на льду Ив Бентли. У супругов двое детей — сын Джакомо (род.14 октября 2016) и дочь Лучия (род. июнь 2021).

## Карьера
До Анны Лука выступал с Камиллой Спелта и Камилой Пистрелло. Однако это было всё в юниорском возрасте.
В 2014 году так получилось, что итальянская пара неожиданно для многих выиграла золото на мировом и европейском чемпионатах. Это была единственная на сегодняшний день медаль на мировых первенствах. Специалисты подозревали, что после олимпийского сезона 2013 / 2014 пара завершит свою спортивную карьеру. Однако фигуристы продолжили выступать. Следующий сезон у них был не самый лучший.
В сентябре 2015 года спортсмены стартовали в новый сезон с первого места на Кубке Ломбардии. В начале ноября фигуристы удачно выступили на этапе Гран-при Ауди Кубок Китая. Они в сложной борьбе заняли первое место. На следующем своём московском этапе Гран-при фигуристы заняли второе место. Это позволило им пробиться в финал Гран-при, где они впервые выиграли медали. В декабре они стали пятикратными чемпионами страны. На европейском чемпионате через месяц в Братиславе фигуристы выступили очень хорошо, была улучшена сумма. Пара после короткой программы шла в лидерах, однако после произвольной они опустились на второе место. В начале апреля в Бостоне на мировом чемпионате фигуристы финишировали четвёртыми и улучшили свои прежние достижения в произвольной программе и сумме.
Новый предолимпийский сезон итальянская пара планировала начать дома на одном из турниров, однако они снялись и стартовали в конце сентября в Германии на ежегодном турнире Небельхорн. Где в упорной борьбе сумели выиграть первое место. В конце октября итальянские танцоры выступали на этапе Гран-при в Канаде, где на Кубке федерации Канады заняли четвёртое место. В конце ноября они выступали на заключительном этапе Гран-при в Саппоро, где сумели финишировать с бронзовыми медалями. На национальном чемпионате в декабре 2016 года в Энье пары в очередной раз подряд уверенно выиграла золотую медаль.

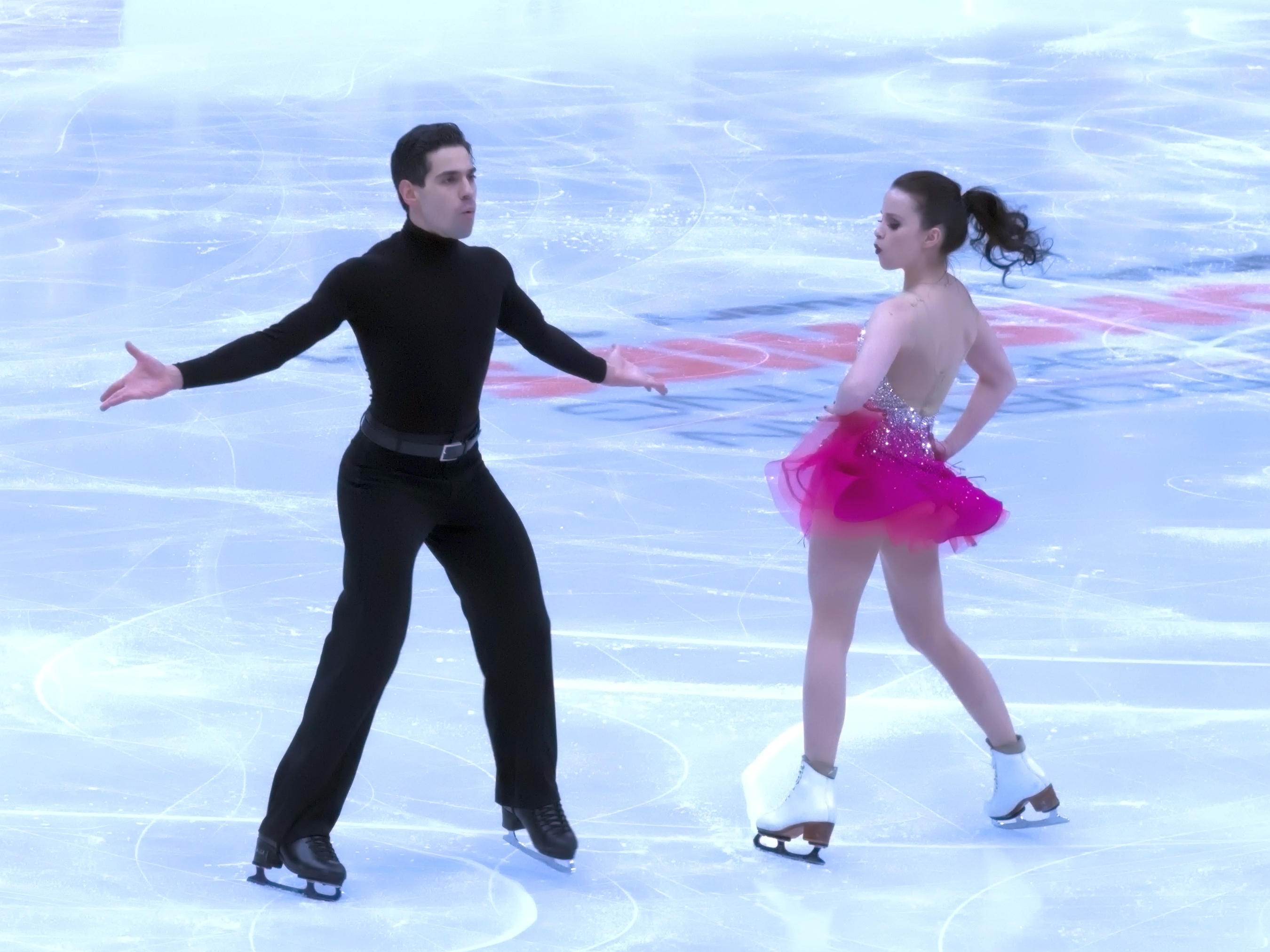
Каппеллини и Ланотте на чемпионате Европы в Москве (2018)

В конце января 2017 года итальянские спортсмены выступали в Остраве на европейском чемпионате, где им удалось улучшить свои прежние достижения в короткой программе и сумме; суммарно в упорной борьбе заняли второе место. В середине февраля итальянская пара выступила в Оберсдорфе на Кубке Баварии, где они уверенно заняли первое место. В конце марта итальянские фигуристы выступали на мировом чемпионате в Хельсинки, где им удалось в упорной борьбе войти в шестёрку ведущих танцевальных пар мира.
Новый олимпийский сезон итальянская пара начала на турнире серии «Челленджер» в Минске, который они уверенно выиграли. Через три недели приняли участие в японском этапе серии Гран-при, где финишировали с бронзовыми наградами, при этом им удалось незначительно улучшить свои прежние достижения в коротком танце. Это позволило им выйти в Финал Гран-при. В Нагое итальянские танцоры выступили не совсем удачно, они заняли последнее место. В середине декабря пара в очередной раз уверенно стала чемпионами страны. В январе 2018 года на чемпионате Европы в Москве заняли 4-е место. В начале февраля ещё до открытия Олимпийских игр в Южной Корее пара начала соревнования в командном турнире. Они в Канныне финишировали в короткой программе рядом с пьедесталом. В произвольной программе они также финишировали четвёртыми. Итальянская сборная в итоге финишировала рядом с пьедесталом. В середине февраля в Канныне на личном турнире Олимпийских игр итальянские фигуристы финишировали шестыми. Им также удалось улучшить свои прежние достижения в коротком танце.

## Спортивные достижения

### Результаты после 2011 года
(с А. Каппеллини)
| Соревнования                            | 2011—2012 | 2012—2013 | 2013—2014 | 2014—2015 | 2015—2016 | 2016—2017 | 2017—2018 |
| --------------------------------------- | --------- | --------- | --------- | --------- | --------- | --------- | --------- |
| Олимпийские игры личные соревнования    |           |           | 6         |           |           |           | 6         |
| Олимпийские игры командные соревнования |           |           | 4         |           |           |           | 4         |
| Чемпионаты мира                         | 6         | 4         | 1         | 4         | 4         | 6         | 4         |
| Чемпионаты Европы                       | 4         | 3         | 1         | 2         | 2         | 2         | 4         |
| Чемпионаты Италии                       | 1         | 1         | 1         | 1         | 1         | 1         | 1         |
| Финалы Гран-при                         |           | 4         |           |           | 3         |           | 6         |
| Этапы Гран-при:Cup of China             |           |           |           | 3         | 1         |           |           |
| Этапы Гран-при: NHK Trophy              |           |           | 2         |           |           | 3         | 3         |
| Этапы Гран-при: Trophée Eric Bompard    | 3         | 2         |           |           |           |           |           |
| Этапы Гран-при: Skate America           |           |           | 2         |           |           |           | 2         |
| Этапы Гран-при: Skate Canada            | 3         | 2         |           |           |           | 4         |           |
| Finlandia Trophy                        |           | 2         |           |           |           |           |           |
| Небельхорн                              |           |           |           |           |           | 1         |           |
| Кубок Ломбардии                         |           |           |           |           | 1         |           |           |
| Все звёзды (Минск)                      |           |           |           |           |           |           | 1         |
| Кубок Баварии                           |           |           |           |           |           | 1         |           |

### Результаты до 2011 года
(с А. Каппеллини)
| Соревнования                        | 2005—2006 | 2006—2007 | 2007—2008 | 2008—2009 | 2009—2010 | 2010—2011 |
| ----------------------------------- | --------- | --------- | --------- | --------- | --------- | --------- |
| Зимние Олимпийские игры             |           |           |           |           | 12        |           |
| Чемпионаты мира                     |           | 13        | 10        | 10        | 11        | 8         |
| Чемпионаты Европы                   |           | 8         | 7         | 5         | 6         |           |
| Чемпионаты мира среди юниоров       | 4         |           |           |           |           |           |
| Чемпионаты Италии                   | 1J.       | 2         | 2         | 2         | 2         |           |
| Финалы Гран-при                     |           |           |           |           | 5         |           |
| Этапы Гран-при:NHK Trophy           |           |           |           |           |           | 5         |
| Этапы Гран-при:Skate America        |           |           |           |           | 2         |           |
| Этапы Гран-при:Cup of China         |           |           |           | 4         |           |           |
| Этапы Гран-при:Trophee Eric Bompard |           | 5         | 4         |           |           |           |
| Этапы Гран-при:Skate Canada         |           |           | 2         |           |           |           |
| Этапы Гран-при:Cup of Russia        |           | 4         |           | 4         | 2         |           |
| Nebelhorn Trophy                    |           |           |           |           |           | 2         |
| Mont Blanc Trophy                   |           |           |           |           |           | 1         |
| Зимние Универсиады                  |           | 1         |           |           |           |           |
| Финал юниорской серии Гран-при      | 3         |           |           |           |           |           |
| Этапы юниорского Гран-при, Словакия | 2         |           |           |           |           |           |
| Этапы юниорского Гран-при, Болгария | 2         |           |           |           |           |           |

(с К.Пистрелло)
| Соревнования                        | 2004—2005 |
| ----------------------------------- | --------- |
| Чемпионаты мира среди юниоров       | 9         |
| Чемпионаты Италии                   | 2J.       |
| Этапы юниорского Гран-при, Румыния  | 5         |
| Этапы юниорского Гран-при, Германия | 2         |

(с К.Спелта)
| Соревнования                        | 2000—2001 | 2001—2002 | 2002—2003 | 2003—2004 |
| ----------------------------------- | --------- | --------- | --------- | --------- |
| Чемпионаты Италии                   | 4J.       | 4J.       | 3J.       |           |
| Этапы юниорского Гран-при, Хорватия |           |           |           | 3         |
| Этапы юниорского Гран-при, Болгария |           |           |           | 2         |
| Этапы юниорского Гран-при, Италия   |           | 15        | 13        |           |
| Этапы юниорского Гран-при, Словакия |           |           | 10        |           |
| Этапы юниорского Гран-при, Швеция   |           | 13        |           |           |

- J = юниорский уровень